# Downtown Lullaby
Downtown Lullaby est un album de jazz avant-gardiste enregistré par quatre figures de la scène downtown new yorkaise, Wayne Horvitz, Boby Previte, Elliott Sharp et John Zorn. L'album, enregistré en une journée, est constitué de musique improvisée, dont les titres renvoient à des adresses de clubs de New York.

## Titres
| No | Titre                              | Durée |
| -- | ---------------------------------- | ----- |
| 1. | 484 Broome                         | 4:52  |
| 2. | 500 West 52nd                      | 6:15  |
| 3. | Eighth Between B & C               | 6:11  |
| 4. | 77 White                           | 3:57  |
| 5. | 228 West Broadway                  | 9:07  |
| 6. | Bleeker & Bowery                   | 7:16  |
| 7. | 1 Morton Street (Downtown Lullaby) | 5:42  |

## Personnel
- Wayne Horvitz - claviers, orgue Hammond, piano
- Bobby Previte - batterie
- Elliott Sharp - guitares électriques
- John Zorn - saxophone alto